# Christian Friedrich Feldmann (Architekt)
Christian Friedrich Feldmann (* 1706 in Berlin; † 23. Oktober 1765 ebenda) war ein preußischer Architekt.

## Leben
Er lernte bei Philipp Gerlach in Potsdam, war nach dessen Plänen tätig beim Bau der Garnisonkirche in Potsdam, insbesondere um 1735 mit dem Entwurf der Kanzel und der Gruft, sowie bei der Erweiterung der Friedrichstadt in Berlin. Danach hatte er die Aufsicht beim Schlossbau in Rheinsberg, erst unter Johann Gottfried Kemmeter und dann unter Georg Wenzeslaus von Knobelsdorff, dessen Lehrer er von 1734 bis 1737 gewesen sein soll. 1738 trat er als Landbauinspektor in den preußischen Staatsdienst. 1740, nach dem Brand in Rheinsberg, übernahm er die Ausführung der von Knobelsdorff geplanten neuen Stadtanlage. 1746 wurde er Kriegs- und Domänenrat, Kurmärkischer Oberbaudirektor in Berlin, 1757 Baurat beim Baugericht.

## Werke
- 1740–1744 Umbau der Stadtkirche Trebbin[3]
- 1742–1743 Dorfkirche Michendorf[4]
- 1744 Dorfkirche Berge[5]
- 1746 Gutshaus Zernikow, Oberhavel[6]
- 1747–1748 Bauleitung Invalidenhaus in der Kirschallee (heute Scharnhorststraße) in Berlin nach Entwürfen von Isaak Jacob von Petri (heute Bundesministerium für Wirtschaft und Energie)[7]
- 1750 Kasernen Jacobstraße in Berlin (zerstört)
- 1750 Packhof Friedrichswerder (1826–1831 abgerissen für den Bau der Bauakademie)
- 1751–1753 Palais Donner Berlin-Mitte, Am Festungsgraben 1 (1851–1863 nach Plänen von Hermann von der Hude und Heinrich Bürde zum Finanzministerium umgebaut)[8]
- 1756–1758 Dorfkirche Phöben[9]
- 1756–1758 Arbeitshaus an der Contre-Escarpe (später Alexanderstraße) in Berlin; Ausführung durch Christian August Naumann (1882 für den Bau des Polizeipräsidiums abgerissen)[10]
- 1758–1760 Erneuerung Schloß Monbijou, Berlin-Mitte (zerstört)
- 1759 Erneuerung der Arkaden auf dem Mühlendamm, Berlin-Mitte, nach dem Brand von 1759 (1838 bei erneutem Brand zerstört)[11]